# Гурков, Юрий Николаевич
Юрий Николаевич Гурков (20 июня 1936, Красноярск — 4 февраля 1994, Новосибирск) — советский метро- и мостостроитель, первый начальник Дирекции по сооружению Новосибирского метрополитена.

## Биография
Родился 20 июня 1936 года в Красноярске. В 1963 году окончил НИИЖТ («Строительство мостов и тоннелей»). В 1975—1979 годах руководил возведением Димитровского моста.
5 марта 1979 года возглавил Дирекцию — организацию по строительству Новосибирского метро с функциями заказчика, которая координировала работу подрядчиков и следила за качеством и сроками выполнявшихся заказов.
Умер 4 февраля 1994 года в Новосибирске.

## Изобретения
Автор изобретений в сфере метро- и мостостроения, утверждённых Госкомитетом по делам изобретений и открытий Совмина СССР; в том числе, вентиляционного оборудования для тоннелей метро.

## Награды
Медаль «За трудовую доблесть», знак «Почётный железнодорожник» (1986).